# Zvi Heifetz

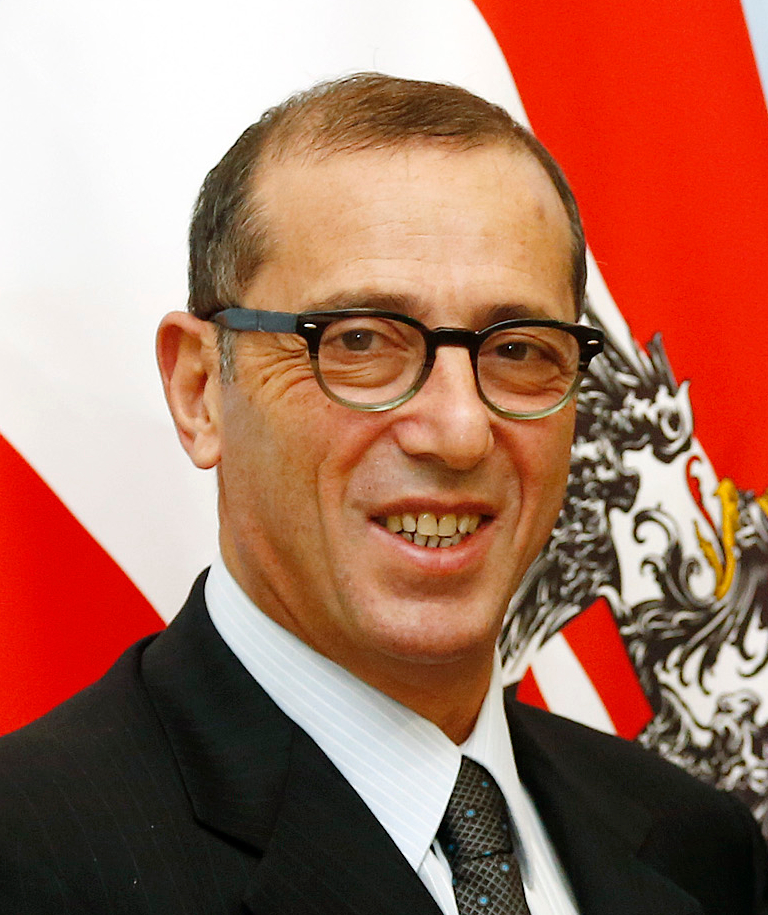
Zvi Heifetz (2013)

Zvi Heifetz (* 9. Dezember 1956 in Tomsk, Sibirien) ist ein israelischer Rechtsanwalt, Unternehmer und Diplomat. 
Heifetz wurde 1956 in Sibirien geboren, wohin seine Familie 1940 verbannt worden war. Erst Stalins Tod machte es möglich, dass sie wieder nach Riga, woher die Familie ursprünglich stammte, zurückkehren durften. Heifetz verbrachte die ersten neun Monate seines Lebens in Sibirien und wuchs danach bis 1971 in Riga auf. 1971, als er 14 Jahre alt war, emigrierte seine Familie nach Israel, ließ sich nahe Afula nieder und zog später nach Petach Tikwa. Nach Abschluss der High School diente Heifetz sieben Jahre in der israelischen Armee. Er studierte anschließend Jura an der Universität Tel Aviv und wurde danach Mitglied der israelischen Anwaltskammer. Er eröffnete seine eigene Anwaltskanzlei in Tel Aviv. 1989 wurde Heifetz Mitglied in einer der ersten Gruppen israelischer Diplomaten an der niederländischen Botschaft in Moskau. Nach einigen Monaten in Moskau kehrte er wieder nach Tel Aviv zurück und setzte seine Arbeit als Anwalt fort. 1997 fungierte er im Büro des israelischen Premierministers als External Legal Adviser im Bezug auf Angelegenheiten bzgl. der ehemaligen Sowjetunion.
Neben seiner Tätigkeit als Anwalt wurde er 1999 Stellvertretender Vorsitzender der Maariv Group. 2001 wurde er Vorsitzender der Hed-Arzi Music Production Company und von Tower Records. 
2004 wurde Heifetz israelischer Botschafter im Vereinigten Königreich. 2007 wurde er in diesem Posten von Ron Prosor abgelöst. Von 2013 bis 2015 war er Botschafter des Staates Israel in Österreich, von 2015 bis 2017 Botschafter in Russland und seit 2017 Botschafter in China.
Heifetz ist verheiratet und Vater von sieben  Kindern.